# Giuseppe Moioli
Giuseppe Moioli (ur. 8 sierpnia 1927 w Olcio, zm. 5 maja 2025 tamże) – włoski wioślarz, złoty medalista olimpijski.
Wystąpił na igrzyskach olimpijskich w Londynie w 1948, gdzie osada Włoch w składzie: Giuseppe Moioli, Elio Morille, Giovanni Invernizzi i Francesco Faggi wywalczyła złoty medal w czwórkach bez sternika. W finale o 4,5 sekundy wyprzedzili Duńczyków, a o 8,7 sekundy pokonali osadę USA. Na rozgrywanych cztery lata później igrzyskach olimpijskich w Helsinkach w tej samej konkurencji Włosi odpadli w repasażach. Brał też udział w igrzyskach olimpijskich w Melbourne w 1956 roku, gdzie włoska czwórka bez sternika zajęła czwarte miejsce. Walkę o medal Włosi przegrali z osadą Francji o 1,6 sekundy.
W międzyczasie wywalczył złoty medal w tej konkurencji na igrzyskach śródziemnomorskich w Barcelonie w 1955 roku.
Ponadto zdobywał złote medale czwórkach bez sternika na mistrzostwach Europy w Lucernie (1947), mistrzostwach Europy w Amsterdamie (1949), mistrzostwach Europy w Mediolanie (1950), mistrzostwach Europy w Amsterdamie (1954) i mistrzostwach Europy w Bledzie (1956) oraz w ósemkach na mistrzostwach Europy w Poznaniu (1958).
Po zakończeniu kariery pracował jako trener w klubie Canottieri Moto Guzzi.
Otrzymał złoty medal Włoskiego Narodowego Komitetu Olimpijskiego.